# Ray Harryhausen : Le Titan des effets spéciaux

Ray Harryhausen : Le Titan des Effets Spéciaux (Ray Harryhausen: Special Effects Titan) est un documentaire réalisé par Gilles Penso. 
Il s'agit d'une co-production française et britannique. Le film a été projeté le 27 novembre 2011 lors de la première édition du Paris International Fantastic Film Festival. Il est sorti au cinéma au Royaume-Uni le 9 novembre 2012.

## Fiche technique
- Titre du film : Ray Harryhausen : Le Titan des Effets Spéciaux
- Titre original : Ray Harryhausen: Special Effects Titan
- Réalisation : Gilles Penso
- Scénario : Gilles Penso et Alexandre Poncet
- Montage : Gilles Penso
- Musique : Alexandre Poncet
- Producteurs : Alexandre Poncet, Tony Dalton
- Producteurs associés : Tim Nicholson, Nathanaël Bouton-Drouard, Johann Garcia
- Consultante créative : Eugénie Boivin
- Production : Frenetic Arts, The Ray & Diana Harryhausen Foundation
- Distribution : Arrow Films, Rimini Editions
- Pays d'origine :  France
- Langue : anglais
- Genre : documentaire biographique
- Dates de sortie : 
  - 9 novembre 2012 en Royaume-Uni
  - 3 décembre 2013 en France

## Distribution
- Ray Harryhausen
- James Cameron
- Steven Spielberg
- Tim Burton
- Guillermo Del Toro
- Terry Gilliam
- John Landis
- Joe Dante
- Peter Jackson
- Nick Park
- Henry Selick
- Tony Dalton
- Phil Tippett
- Dennis Muren
- Randall William Cook
- John Lasseter

## Production
La production du film a démarré en 2004 avec une longue interview de Ray Harryhausen par Gilles Penso.
En 2009, Alexandre Poncet a proposé de produire le documentaire via sa nouvelle société de production Frenetic Arts.
Mi-2010, la Fondation Ray & Diana Harryhausen a proposé de co-produire le documentaire, permettant à Gilles Penso et Alexandre Poncet d'accéder à toutes les archives personnelles de Ray Harryhausen. La production s'est terminée à l'automne 2012. L'affiche internationale a été réalisée par Alex Tuis en hommage aux travaux de Drew Struzan.
Le film a bénéficié d'une sortie cinéma limitée en Angleterre et a été diffusé sur la BBC et Sony Movie Channel.
Il a également fait partie du catalogue de Netflix pendant plusieurs années.
Ray Harryhausen : Le Titan des Effets Spéciaux est distribué par Arrow Films.

## Réception
Ray Harryhausen : Le Titan des Effets Spéciaux a bénéficié d'une excellente réception critique,,. Il totalise 91 % d'avis positifs sur Rotten Tomatoes.

## Suppléments
Les auteurs Gilles Penso et Alexandre Poncet ont réalisé Le Complexe de Frankenstein en 2015, qui peut être considéré comme une suite officieuse de Ray Harryhausen : Le Titan des Effets Spéciaux. Ils travaillent également sur une biographie de Phil Tippett, fils spirituel de Ray Harryhausen.